# Pesca con carro valenciano
La pesca con carro valenciano es un estilo de pesca de la comunidad valenciana. Es el estilo precursor del Surf-Casting, que actualmente está tomando bastante fuerza en los aficionados de la pesca desde costa.
El atractivo de este arte se debe a que el carrete de pesca o carro es una simple rueda de madera con una hendidura en su centro donde se aloja el sedal, al no poseer de los modernos engranajes y desmultiplicadores una vez se recibe la picada el pescador debe tener maestría en la recogida del hilo, percibiendo sensaciones diferentes a los carretes tradicionales.